# Brusasco
Brusasco (Brusasch in piemontese) è un comune italiano di 1 489 abitanti della città metropolitana di Torino, in Piemonte; è distribuito su una superficie pari a 14,4 km² e posto ad un'altezza di 168 m s.l.m.

## Geografia fisica
Brusasco è situato sulla riva del Po, alla confluenza della Dora Baltea.
Geograficamente è ubicato a nord est di Torino, alle pendici del Monferrato Torinese, estremo lembo orientale del Monferrato e costituisce il baricentro di un triangolo avente come vertici Torino, Casale Monferrato ed Asti. Il territorio comunale confina con i Comuni di Brozolo, Cavagnolo, Monteu da Po, Verolengo e Verrua Savoia, in provincia di Torino, con il Comune di Crescentino (Vercelli) e di Moransengo-Tonengo (Asti).

## Origini del nome
L'origine del toponimo è controversa: esso deriverebbe da brusa (cespuglio), quindi significherebbe borgo posto tra i cespugli oppure da brusà (bruciato).

## Storia
I primi insediamenti abitativi risalgono all'epoca romana, ma la nascita del paese è quasi certamente da porsi fra il VI e l'VIII secolo, quando, sulla strada imperiale che univa Verrua Savoia a Industria, accanto a Quadratula (nome latino per Brusasco) sorse probabilmente come suo sobborgo Brusasco che, con il tempo, prese il sopravvento sull'antica curtis.
L'insicurezza del luogo, sottoposto a scorribande militari e alle piene del Po, spinse la gente a rifugiarsi sulla collina circostante dove nacque il "Luogo" (dal latino lucus, "bosco sacro") nel quale, nell'891, per ordine del marchese Berengario, sorse il primo nucleo del castello.
Intorno all'anno mille Brusasco passò ai Marchesi del Monferrato che, durante la guerra dei Comuni, alleatisi con Federico Barbarossa ebbero confermata la proprietà di queste terre. Ciò non impedì che anche Brusasco, come molti altri luoghi, fosse saccheggiato dalle truppe dell'imperatore.
Nel 1631 Brusasco entrò a far parte dei possedimenti sabaudi seguendone le vicende storiche e all'inizio del 1713, con la pace seguita alla guerra di successione spagnola, iniziò lo sviluppo dell'abitato nel piano a discapito della collina.
Dopo la Restaurazione, Brusasco entrò a far parte della provincia di Torino staccandosi da Asti e durante il Risorgimento ebbe il suo momento di gloria, nel 1859, con il passaggio di Garibaldi alla guida dei cacciatori delle Alpi.
La seconda metà dell'Ottocento vide la massima espansione demografica del comune. Nel 1927, la politica fascista unì Brusasco, Cavagnolo, Marcorengo e Brozolo in un unico Comune che assunse il nome di Brusasco-Cavagnolo. Finita la guerra, nel 1948 si è staccato Brozolo e nel 1957 Cavagnolo, mentre Marcorengo è rimasta frazione di Brusasco.

### Simboli

Stemma del vecchio comune di Brusasco-Cavagnolo

Con decreto del capo del governo del 20 dicembre 1938 venne riconosciuto lo stemma del comune di Brusasco Cavagnolo che si blasonava: di nero alla fenice d'argento, sulla sua immortalità, fissante quattro stelle (1-2-1) dello stesso. Capo del Littorio.
Le quattro stelle facevano riferimento a Brusasco, Cavagnolo, Marcorengo e Brozolo, uniti nel 1927 per formare il nuovo comune, poi sciolto nel 1948, quando Brozolo ritornò autonomo, seguito nel 1957 da Cavagnolo. 
Nello stemma attualmente in uso al comune di Brusasco, le due stelle rimaste rappresentano il centro omonimo e la frazione di 
Marcorengo.
Il gonfalone municipale, concesso con regio decreto del 15 dicembre 1938, è un drappo di porpora caricato di una cinta di bianco.

## Monumenti e luoghi d'interesse

### Il castello
Il castello di Brusasco è noto per aver ospitato Giuseppe Garibaldi durante l'unificazione d'Italia: da quel giorno le alture adiacenti al castello vennero chiamate "Borgo Garibaldi". L'attuale edificio risale alla metà del Settecento e viene attribuito all'architetto Giovanni Maria Molino su commissione del conte Cotti, musicista piuttosto noto di quell'epoca.

Fino agli anni settanta del secolo scorso è stato di proprietà dei padri marianisti ed era collegato al vicino collegio. Attualmente è di proprietà privata.

### Palazzo Ellena
Palazzo Ellena è un edificio settecentesco attribuito all'architetto Giovanni Maria Molino. Si sviluppa in forma quadrata su tre piani e ha un aspetto molto sobrio con facciate a mattoni a vista.
I tre piani sono collegati da un ampio scalone al quale si accede dall'ampio ingresso con soffitto a volta.
Dal piano terreno si ha l'accesso al giardino con fontana e all'ampio parco.

Abitato fino a pochi anni fa dagli eredi della famiglia Tumino e Campini, è stato di recente acquistato dal comune di Brusasco per essere destinato a sede della biblioteca comunale, dell'archivio storico comunale e per manifestazioni e iniziative culturali.
Il piano interrato è ora la sede delle associazioni brusaschesi.

### Architetture religiose
Tra le molte chiese di Brusasco (in tutto sette), le più importanti sono:
- chiesa di San Pietro Vecchio al Cimitero
- chiesa parrocchiale di San Pietro Apostolo
- chiesa di San Bernardo al Luogo

È presente inoltre una tempio evangelico.

## Società

### Evoluzione demografica
Abitanti censiti

### Etnie e minoranze straniere
Secondo i dati Istat al 31 dicembre 2017, i cittadini stranieri residenti a Brusasco sono 91, così suddivisi per nazionalità, elencando per le presenze più significative:
1. Romania, 39

## Cultura

### Biblioteche
La biblioteca comunale "Santina e Oreste Sasso" è gestita dall'associazione "Amici e Volontari della Biblioteca Civica di Brusasco". La biblioteca è situata al piano terra del Palazzo Ellena. 

### Istituzioni, enti e associazioni
Nel comune è presente la Banda musicale "La fenice", fondata da Favorino Cravino (Brusasco, 1841-1901) e da Francesco Cravino (1876-1931) nel 1893. Attualmente è composta da oltre 30 membri. La banda è impiegata nelle celebrazioni delle maggiori manifestazioni civili e religiose del paese. Da tempo organizza almeno due concerti durante l'anno in tarda primavera e durante le celebrazioni di santa Cecilia.

## Infrastrutture e trasporti
La stazione di Cavagnolo-Brusasco, attiva fra il 1912 e il 2011, era posta lungo la cessata ferrovia Chivasso-Asti.
Tra il 1883 e il 1949 il comune rappresentò altresì uno dei capolinea della Tranvia Torino-Chivasso/Brusasco.

## Amministrazione

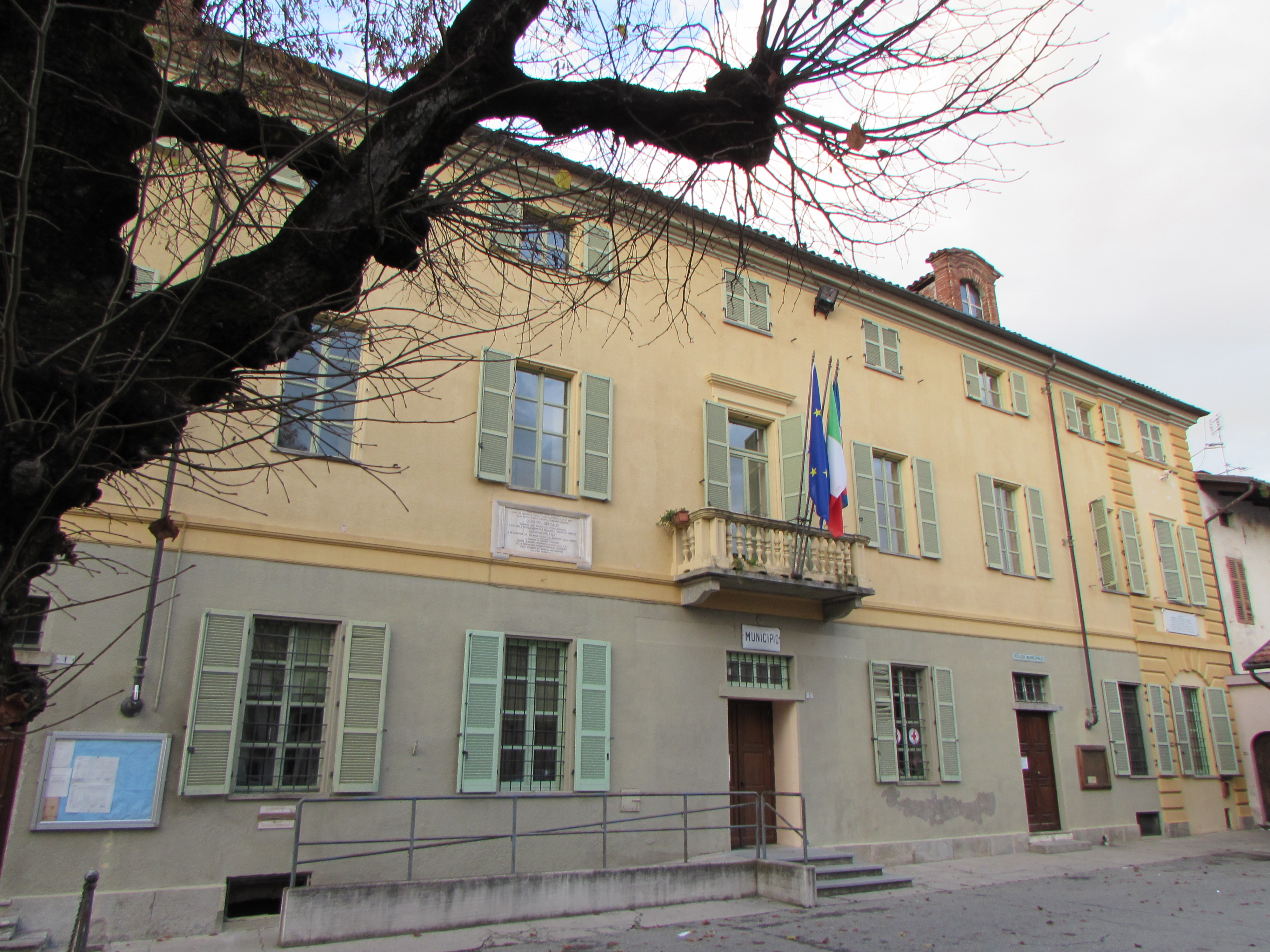
Municipio di Brusasco

Il 3 e 4 ottobre 2021 i cittadini di Brusasco sono stati chiamati alle urne per le elezioni comunali 2021. È stato eletto il sindaco Giulio Bosso, a discapito dell'avversaria Anna Marolo, della lista civica Per Brusasco e Marcorengo-Anna Marolo Sindaco.
Di seguito è presentata una tabella relativa alle amministrazioni che si sono succedute in questo comune.
| Periodo        | Periodo        | Primo cittadino    | Partito                                 | Carica  | Note   |
| -------------- | -------------- | ------------------ | --------------------------------------- | ------- | ------ |
| 18 luglio 1988 | 5 giugno 1993  | Claudia Brusasco   | Partito Socialista Democratico Italiano | Sindaco | [ 10 ] |
| 19 giugno 1993 | 28 aprile 1997 | Roberto Tosi       | Partito Socialista Democratico Italiano | Sindaco | [ 10 ] |
| 28 aprile 1997 | 14 maggio 2001 | Giulio Bosso       | lista civica Insieme per Brusasco       | Sindaco | [ 10 ] |
| 14 maggio 2001 | 30 maggio 2006 | Giulio Bosso       | lista civica Insieme per Brusasco       | Sindaco | [ 10 ] |
| 30 maggio 2006 | 16 maggio 2011 | Franco Cappellino  | lista civica Insieme per Brusasco       | Sindaco | [ 10 ] |
| 16 maggio 2011 | 6 giugno 2016  | Franco Cappellino  | lista civica Insieme per Brusasco       | Sindaco | [ 10 ] |
| 6 giugno 2016  | 4 ottobre 2021 | Luciana Trombadore | lista civica Vivi Brusasco e Marcorengo | Sindaco | [ 10 ] |
| 4 ottobre 2021 | in carica      | Giulio Bosso       | lista civica Progettare per crescere    | Sindaco | [ 10 ] |

## Sport
È attivo il gruppo Velo Club di Brusasco che vanta molti partecipanti ad ogni manifestazione cicloturistica.
Negli ultimi anni sta crescendo la realtà giovane dell'ASD Brusasco, un'associazione sportiva dilettantistica nata con l'ambizione di sviluppare lo sport in genere nel piccolo comune di Brusasco. Le iniziative dell'associazione puntano soprattutto a rivalutare gli sport sferistici tipici della tradizione popolare quali la pallapugno leggera ed il tamburello. L'associazione spende risorse anche per altri sport, meno tradizionali, ma alternativi ai più praticati in Italia, soprattutto considerando la semplicità di pratica e senza discriminazione fisica. In gestione all'associazione è il lago, denominato Lago degli Aironi, all'interno del Parco fluviale del Po.
Sono stati edificati i nuovi impianti sportivi nei pressi dell'Istituto Comprensivo di Brusasco, comprendenti un campo da basket e uno da calcio a 5. 

## Galleria d'immagini

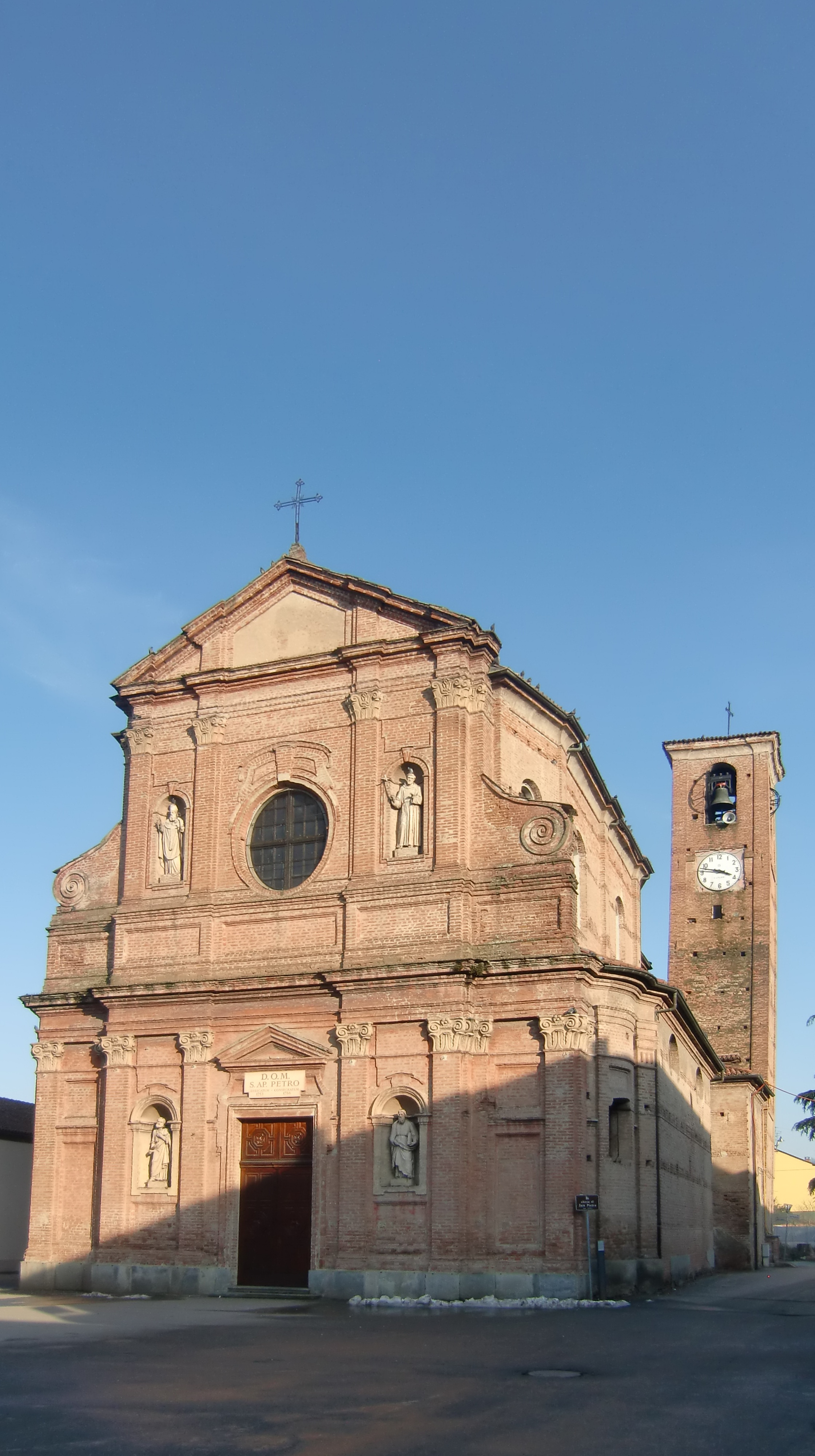
Chiesa parrocchiale di San Pietro Apostolo
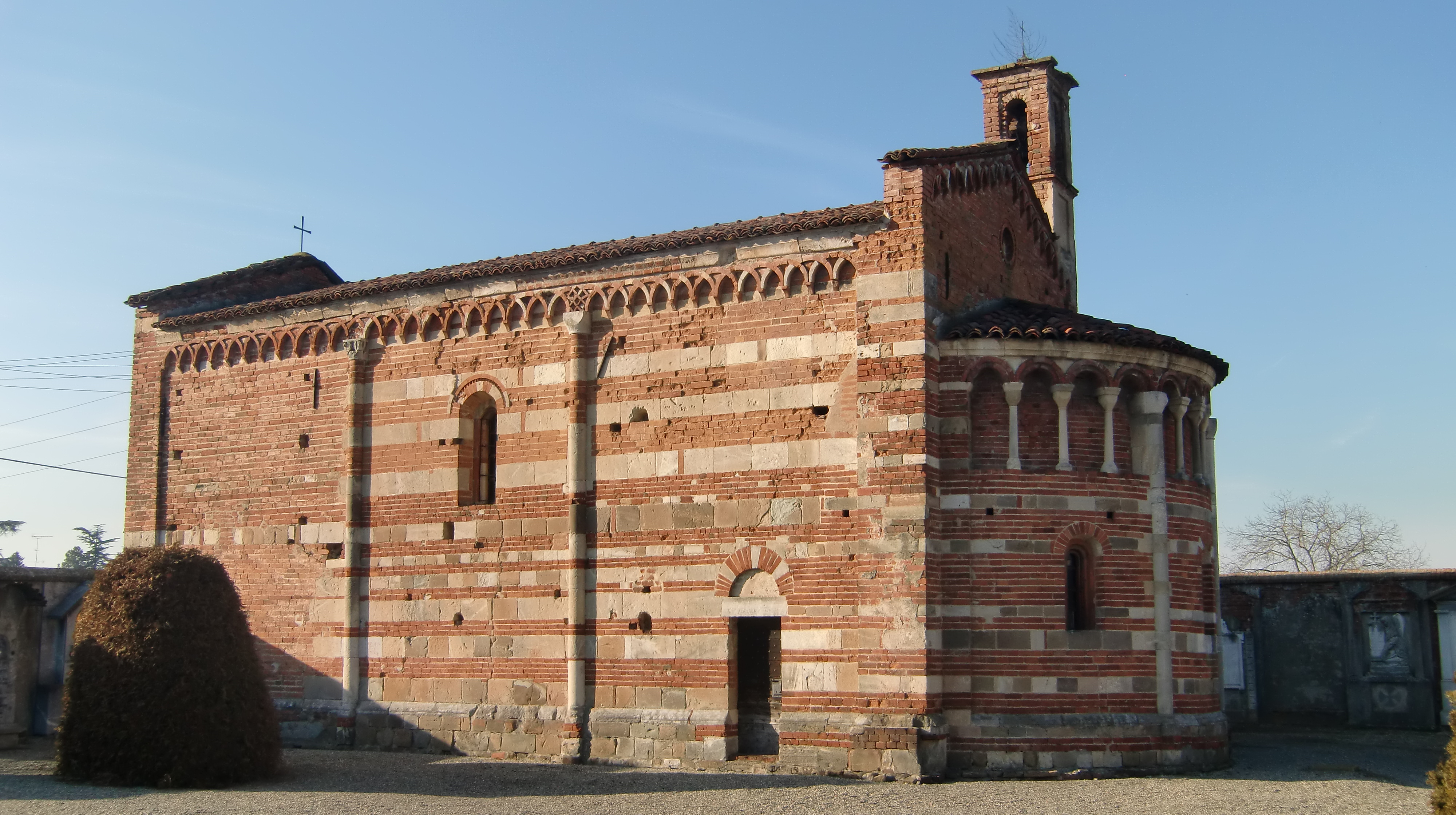
Chiesa di San Pietro Vecchio al Cimitero
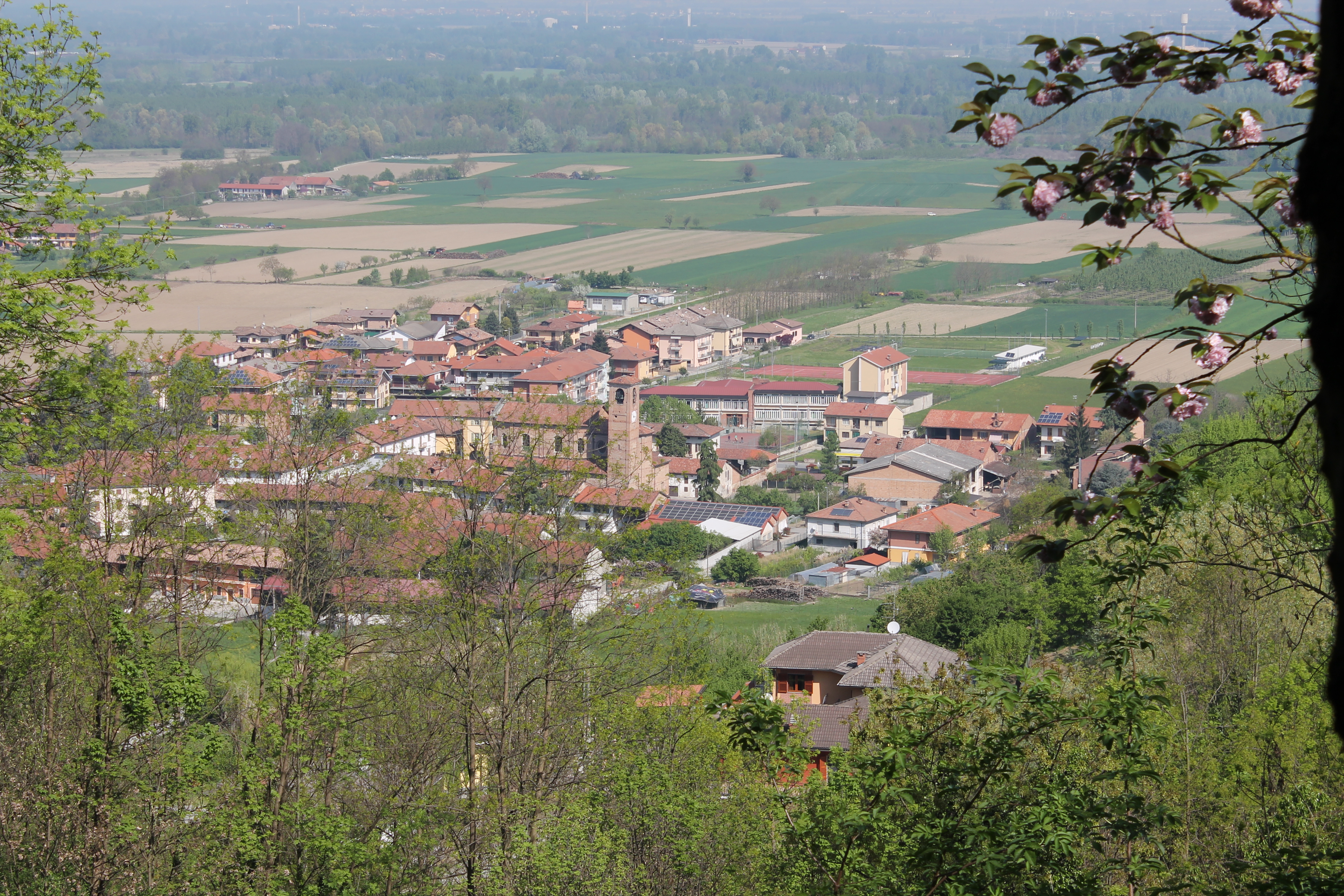
La vista dal "Luogo" di Brusasco